# هویزدیورک
هویزدیورک (به مجاری:  Hévízgyörk) یک شهرداری در مجارستان است که در ناحیه آسود واقع شده‌است. هویزدیورک ۲۲٫۹۴ کیلومتر مربع مساحت و ۳٬۰۳۱ نفر جمعیت دارد.